# Богунове (зупинний пункт)
Богу́нове — пасажирський залізничний зупинний пункт Шевченківської дирекції Одеської залізниці.
Розташований поблизу селища Богунове, Смілянський район, Черкаської області на лінії Імені Тараса Шевченка — Помічна між станціями Сердюківка (2 км) та Капітанівка (18 км).
На платформі зупиняються приміські електропоїзди.